# Vrtoče (kanton uńsko-sański)
Vrtoče – wieś w Bośni i Hercegowinie, w Federacji Bośni i Hercegowiny, w kantonie uńsko-sańskim, w gminie Bosanski Petrovac. W 2013 roku liczyła 176 mieszkańców, z czego większość stanowili Serbowie.